# 多米尼克·塞特尔
多米尼克·塞特尔（英語：Dominic Seiterle，1975年9月4日—），加拿大男子赛艇运动员。他曾代表加拿大参加2000年和2008年夏季奥林匹克运动会赛艇比赛，其中2008年奥运会获得一枚金牌。